# Yeti: Zabójcza stopa
Yeti: Zabójcza stopa (ang. Yeti: Curse of the Snow Demon) – telewizyjny film grozy z 2008 roku. Film był też wyświetlany w Polsce pod alternatywnym tytułem: Yeti.

## Fabuła
Samolot wiozący członków drużyny futbolowej rozbija się w Himalajach. Ocalali z katastrofy, by przeżyć są zmuszeni do jedzenia ciał zabitych. Wkrótce okazuje się, że zimno i głód nie są ich jedynymi problemami, i że będą musieli stoczyć walkę z krwiożerczym Yeti - potworem zamieszkującym ten obszar.

## Obsada
- Carly Pope - Sarah
- Peter DeLuise - John Sheppard
- Ona Grauer - Fury
- Elfina Luk - Kyra
- Crystal Lowe - Ashley
- Brandon Jay McLaren - Rice
- Kris Pope - Rafael Garcia
- Marc Menard - Peyton Elway
- Christian Tessier - Dennis
- Ed Marinaro - trener
- Josh Emerson - Andrew
- Adam O'Byrne - James De Ravin
- Aaron Pearl - H.W. Tilman
- Taras Kostyuk - Yeti